# 解放俄罗斯人民斗争联盟
解放俄罗斯人民斗争联盟（俄语：Союз Борьбы за Освобождение Народов России）是一个反共俄罗斯人组织，该组织起源于解放俄罗斯人民委员会的青年组织。解放俄罗斯人民斗争联盟帶有左翼倾向，解放俄罗斯人民斗争联盟也支持蘇聯境内的非俄裔民族的事业。